# マニウス・オタキリウス・クラッスス
マニウス・オタキリウス・クラッスス（ラテン語: Manius Otacilius Crassus、生没年不明）は共和政ローマ中期の政治家、軍人。紀元前263年の執政官に選出され、第一次ポエニ戦争初期を戦った。紀元前261年の執政官であるティトゥス・オタキリウス・クラッススは、彼の兄弟と推定される。

## 経歴
紀元前264年、メッセネ（現在のメッシーナ）を支配していたマメルティニの要請を受け、ローマは執政官アッピウス・クラウディウス・カウデクスをシケリア（シチリア）に派遣した。カウデクスはシュラクサイの僭主ヒエロン2世とカルタゴ軍を撃破し、第一次ポエニ戦争が開始された。
翌紀元前263年、クラッススとマニウス・ウァレリウス・マクシムスが執政官に選出され、それぞれ2個軍団を率いてシケリアに派遣された。
ローマ軍はアドラノン（現在のアドラーノ）を攻略した後、ケントリペ（現在のチェントゥーリペ）を包囲し、また他の幾つかのシケリア都市を占領した。その後シュラクサイに向かい、ヒエロン2世に平和条約締結を強要した。シュラクサイがローマ側についたことにより、カルタゴ軍はメッセネの包囲を中止して撤退した。この功績により、同僚のウァレリウスのみが凱旋式を挙行し、メッサラのコグノーメンが与えられている。
紀元前246年、クラッススは再び執政官に選出されている。同僚執政官はマルクス・ファビウス・リキヌスであった。彼らは恐らくシケリアに遠征した。

## 参考資料
- G. De Sanctis - Storia dei Romani vol. 3 Parte II - Firenze, La Nuova Italia, 1969.
- G. Giannelli - Roma nell' età delle guerre puniche - Bologna, Ceppelli, 1938.
- E. Pais - Storia di Roma - Le guerre puniche - Torino, Unione tipografico-editrice torinese, 1935.
- T. R. S. Broughton (1951, 1986). The Magistrates of the Roman Republic Vol.1. American Philological Association